# La fe (película)
La fe es una película española de drama estrenada en 1947, dirigida por Rafael Gil y protagonizada en los papeles principales por Amparo Rivelles y Rafael Durán.
Está basada en la novela homónima del escritor español Armando Palacio Valdés escrita en 1892.
Por sus interpretaciones en la película, Amparo Rivelles y Camino Garrigó fueron galardonadas con sendas medallas del Círculo de Escritores Cinematográficos en las categorías de mejor actriz principal y secundaria, respectivamente.

## Sinopsis
El padre Luis Lastra es un joven sacerdote que ejerce su ministerio en el pequeño pueblo albaceteño de Peñascosa. Allí conoce a Marta, la hija de uno de los hombres más poderosos e influyentes de la región, que se ha enamorado de él. Para intentar seducirle le pide que la acompañe a un convento para ingresar como monja de clausura. En el camino deben parar en una posada para pasar la noche. Es en ese momento en que el padre Luis, que estaba pasando por un periodo de duda espiritual, verá renacer su fe a lo largo del juicio interpuesto por el padre de la muchacha, que le acusa de haber intentado seducirla pese a la oposición de su hija que lo niega.

## Reparto
- Amparo Rivelles como Marta Osuna
- Rafael Durán como	Padre Luis Lastra
- Guillermo Marín como Don Álvaro Montesinos
- Juan Espantaleón como	Padre Miguel Vigil Suárez
- Ricardo Calvo como Obispo
- Fernando Fernández de Córdoba como Sr. Osuna
- Camino Garrigó como Josefa
- José Prada como Don Martín
- Joaquín Roa como Sacerdote acompañante del Padre Miguel
- Félix Fernández como Pelegrín
- Ángel de Andrés como Dueño posada
- Carmen Sánchez como Doña Eloísa
- Irene Caba Alba como Dueña posada
- Juan Vázquez como	Don Gaspar
- Arturo Marín como Ramiro
- Manuel Guitián como Juan
- Julia Lajos como Teodora
- Fernando Aguirre como Maestro
- Cándida Losada como Joaquina
- Ángel Martínez
- Luisa Sala

## Premios
3.ª edición de las Medallas del Círculo de Escritores Cinematográficos
| Categoría                      | Nominación      | Resultado |
| ------------------------------ | --------------- | --------- |
| Premio especial a la dirección | Rafael Gil      | Ganador   |
| Mejor actriz principal         | Amparo Rivelles | Ganadora  |
| Mejor actriz secundaria        | Camino Garrigó  | Ganadora  |